# Gregorio Cortese
Gregorio Cortese (né à Modène, en Émilie-Romagne, en 1483, et mort à Rome le 21 septembre 1548) est un cardinal italien du XVIe siècle. Il est membre de l'ordre des bénédictins. Un autre cardinal de sa famille fut Ludovico Cortese (1294).

## Repères biographiques
Gregorio Cortese est docteur en droit de l'université de Padoue, chanoine du chapitre de Modène et vicaire général du diocèse.
Après avoir été au service du cardinal Jean de Médicis, puis au service de l'Eglise de Modène (1500-1507), il entra (1507) au monastère de San Benedetto in Polirone de Mantoue, affilié à la Congrégation de Sainte-Justine de Padoue. Il est chargé en 1516 de poursuivre la réforme de l'abbaye de Lérins, qui appartenait alors à la Congrégation de Sainte-Justine. Il y aurait fondé une école pour y développer la formation aux humanités littéraires. Il fut abbé triennal de Lérins de 1524 à 1527. Il fut ensuite abbé de S. Pietro à Modène, abbé de S. Pietro à Pérouse, puis de S. Giorgio à Venise dont il fit le rendez-vous des érudits. Il est considéré comme une des personnes les plus savantes de l'Italie et est ami des cardinaux Pietro Bembo, Gasparo Contarini, Reginald Pole,  Sadolet, Gian Matteo Giberti et d'autres humanistes. 
Cortese est créé cardinal par le pape Paul III lors du consistoire du 2 juin 1542. Il est administrateur apostolique d'Urbino à partir de 1542 et légat apostolique auprès d'Hercule II d'Este de Ferrare.